# أمزيزل (إمليل)
أمزيزل هي إحدى مشيخات المملكة المغربية، تتبع جغرافيا لإقليم أزيلال وإداريًا لإمليل. يقدر عدد سكانها بـ 2748 نسمة حسب الإحصاء الرسمي للسكان والسكنى لسنة 2004.